# Efectos de salud derivados de los atentados del 11 de septiembre de 2001

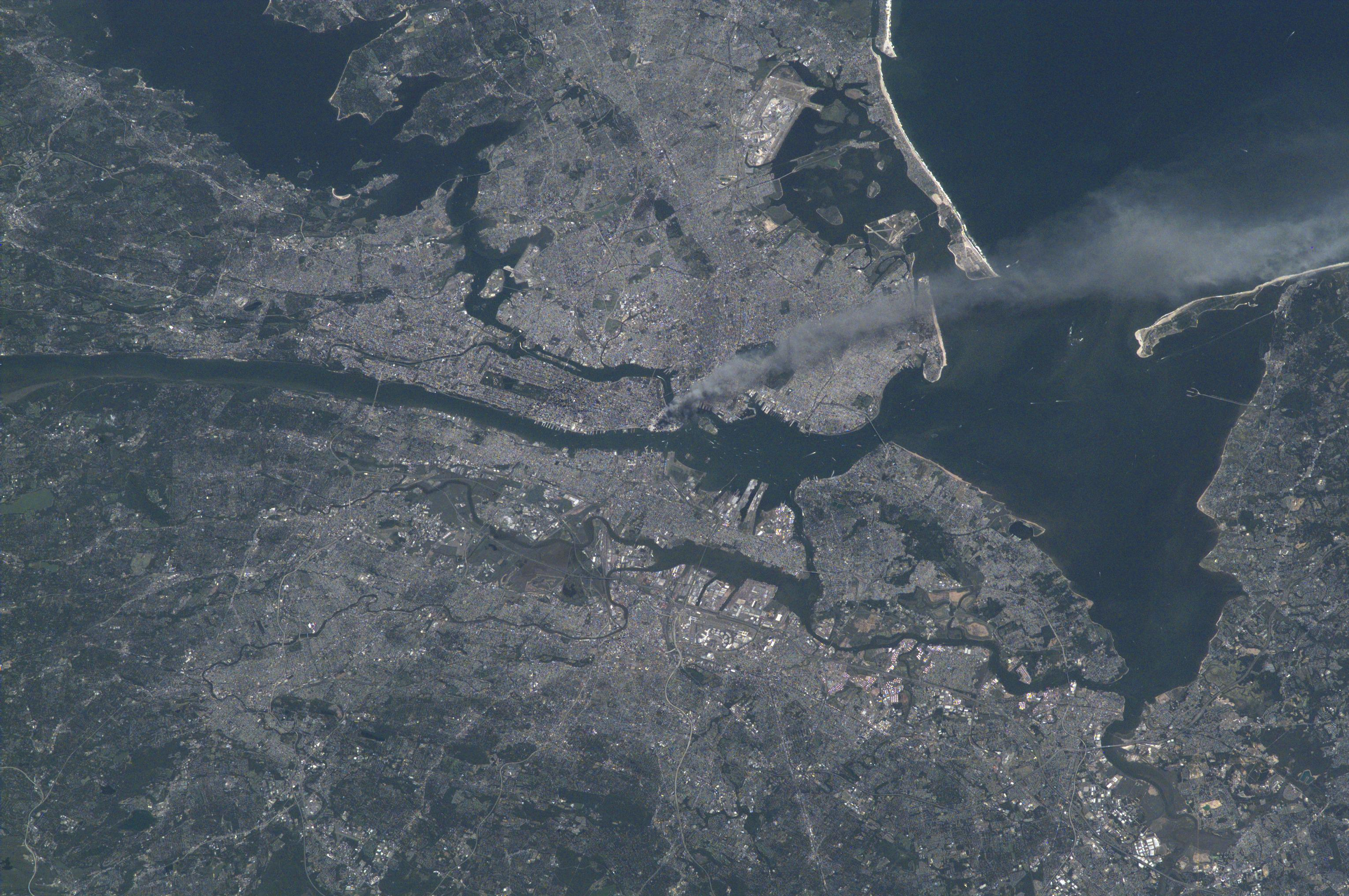
Imagen de Lower Manhattan el 11 de septiembre de 2001 vista de la Estación Espacial Internacional. El intenso humo podía verse desde satélite.

Los efectos en la salud derivados de los ataques del 11 de septiembre de 2001 en Nueva York se refiere a las enfermedades, daños y secuelas ocasionadas en sobrevivientes los atentados terroristas. A los pocos segundos del colapso del World Trade Center; los materiales de construcción, los equipos electrónicos y los muebles fueron pulverizados y esparcidos por el área provocando una humareda que causaría males de salud a corto, mediano y largo plazo.
En los cinco meses posteriores a los ataques, el polvo de los edificios pulverizados continuó llenando el aire del sitio del Manhattan. Un número creciente de residentes de Nueva York informó presentar síntomas de enfermedades respiratorias en consecuencia de la denominada zona cero
Han surgido varios programas para hacer frente a los continuos efectos sanitarios después del 11 de septiembre (conocido popularmente también como 9/11). En 2010, la Ley de Compensación y Salud "James Zadroga" (lleva el nombre de un oficial del Departamento de Policía de Nueva York fallecido ese día) estableció acciones para brindar tratamiento médico a los socorristas y sobrevivientes que experimentaron o pueden experimentar complicaciones de salud relacionadas con los ataques terroristas del 11 de septiembre.

## Desarrollo de cáncer
Un estudio publicado en diciembre de 2012 en The Journal of the American Medical Association observó la posible asociación entre la exposición a los escombros del World Trade Center y un riesgo excesivo de desarrollar cáncer. Más de 55,000 personas inscritas en el programa "Registro de Salud del World Trade Center" separadas por "trabajadores de rescate y / o recuperación"; y "trabajadores que no son de rescate y / o recuperación", fueron observadas desde 2003 o 2004 hasta el 31 de diciembre de 2008. Los hallazgos mostraron que la incidencia general de todos los cánceres entre los "trabajadores de rescate y / o recuperación" no fue significativamente elevado, en comparación con los "trabajadores que no son de rescate y / o recuperación". A pesar de esto, las incidencias de cáncer de próstata, cáncer de tiroides y mieloma múltiple fueron significativamente elevadas entre los "trabajadores de rescate y / o recuperación", en el último año de observación. 
El 28 de noviembre de 2006, Village Voice informó que varias personas del personal de recuperación de escombros han desarrollado cáncer, en lugar de haber contraído enfermedades respiratorias, y que los médicos han argumentado que algunos de estos cánceres se desarrollaron como resultado de la exposición a toxinas en la zona cero.  El 11 de septiembre de 2018, 17 años después de los ataques, un bufete de abogados de la ciudad de Nueva York informó que al menos 15 hombres fueron diagnosticados con cáncer de mama masculino en los años intermedios debido a los ataques.
A través del Fondo de Compensación para Víctimas del 11 de septiembre, las personas que han sido diagnosticadas con cáncer como resultado de su exposición física a las toxinas en la zona de explosión del World Trade Center o en el área circundante de la ciudad de Nueva York entre el 11 de septiembre de 2001 y el 30 de mayo de 2002 , pueden recibir una compensación económica por los daños colaterales que sufrieron personalmente a causa del ataque.

## Toxicidad en el polvo
El polvo de las torres derrumbadas era "tremendamente tóxico", según el experto en contaminación del aire y profesor emérito de la Universidad de California en Davis, Thomas Cahill.  Gran parte de los miles de toneladas de escombros que resultaron del colapso de las Torres Gemelas fue concreto pulverizado, que se sabe que causa silicosis por inhalación. El resto consta de más de 2500 contaminantes, más específicamente: 50% de material no fibroso y escombros de construcción; 40% vidrio y otras fibras; 9,2% de celulosa; y el 0,8% del amianto, carcinógeno extremadamente tóxico,  así como cantidades detectables de plomo y mercurio. También hubo niveles sin precedentes de dioxinas e hidrocarburos aromáticos policíclicos  de los incendios que ardieron durante tres meses. Muchas de las sustancias dispersas (amianto, sílice, cristalina, plomo, cadmio, hidrocarburos aromáticos policíclicos) son cancerígenas; otras de estas sustancias pueden desencadenar el deterioro de los riñones, el corazón, el hígado y el sistema nervioso. El Dr. Michael Craine del Programa de Salud del mismo nombre diría en una entrevista con Newsweek:
Nunca sabremos la composición de esa nube, porque el viento se la llevó, pero la gente estaba respirando y comiéndola. Lo que sí sabemos es que tenía todo tipo de cosas horribles. Quema de combustible para aviones, plásticos, metal, fibra de vidrio, amianto. Era una cosa terrible y espesa. Un brebaje de brujas.
Estas exposiciones tóxicas han provocado enfermedades debilitantes entre los trabajadores de rescate, recuperación y limpieza, y la muerte por fibrosis pulmonar del miembro de la policía de Nueva York Cesar Borja. Los efectos en la salud también se extendieron a algunos residentes, estudiantes y trabajadores de oficina del Bajo Manhattan y el cercano barrio chino.

## Efectos psicológicos
Un estudio publicado dos meses después del 11 de septiembre encontró que los estadounidenses de todo el país experimentaron síntomas sustanciales de estrés, ansiedad, miedo, paranoia y angustia después de los ataques. Dos estudios posteriores encontraron que la exposición de las imágenes respecto a los ataques, fue un predictor del desarrollo de Trastorno por estrés postraumático.

## Fallecimientos por problemas de salud
En 2008, el Departamento de Salud del Estado de Nueva York informó a The New York Post de un estudio que documentaba al menos 204 muertes de trabajadores de rescate y recuperación desde el 11 de septiembre de 2001. Los investigadores del estudio confirmaron 98 muertes con certificados de defunción. Investigadores mostraron que 77 personas murieron a causa de enfermedades, incluidas 55 de cáncer de pulmón y varios otros cánceres. Kitty Gelberg, epidemióloga en jefe de la Oficina de Salud Ocupacional del estado de Nueva York, dijo: "No estamos diciendo que todos estén relacionados con el World Trade Center; solo estamos diciendo que esto es de lo que la gente está muriendo". Algunos de ellos tenían cáncer antes del 11 de septiembre de 2001, pero la mayoría desarrollaron la enfermedad después".
Las 98 muertes hasta 2008 incluyeron: 55 cánceres; 21 lesiones traumáticas; 12 enfermedades cardíacas (incluidos 10 ataques cardíacos); 2 de sarcoidosis; 1 de polineuropatía (trastorno neurológico); 1 de neumonía; 1 neumonitis por granuloma; 1 amiloidosis (trastorno de la médula ósea); 1 de enfermedad renal e incluso contabilizaron a 1 que murió consecuencia de su adicción al alcoholismo luego de los atentados. Entre los fallecidos se encuentran bomberos, oficiales, supervisores, sargentos, detectives, abogados, personal financiero, maestros y voluntarios de la sociedad civil.